# Елисабет Нуребек
Елисабет Нуребек (на шведски: Elisabeth Norebäck) е шведска писателка на произведения в жанра трилър.

## Биография и творчество
Елисабет Нуребек е родена на 3 ноември 1979 г. в Борленге, Даларна, Швеция. Израства в Борленге и Лександ. Завършва с магистърска степен по строително инженерство от Кралския технологичен институт в Стокхолм. Работи като асистент в детска градина. Започва да пише, докато е в отпуск по майчинство.
Дебютният ѝ роман, психологическият трилър „Кажи, че си моя“, е публикуван през 2017 г. Главната героиня Стела е успешен психотерапевт в Брома, омъжена и майка на 13-годишен син. Дъщеря ѝ Алис е изчезнала преди 12 години, но тя варва, че е жива. Миналото за нея я преследва, убедана е, че някой я следи и дори получава смъртна заплаха. Но никой не ѝ вярва и не може да се довери на никого. Книгата изследва най-мрачните кътчета на човешкото съзнание. Тя става бестселър и я прави известна.
Елисабет Нуребек живее със семейството си в Стокхолм.

## Произведения

### Самостоятелни романи
- Säg att du är min (2017)
Кажи, че си моя, изд.: ИК „Ера“, София (2017), прев. Анелия Петрунова